# Microdytes franzi
Microdytes franzi är en skalbaggsart som beskrevs av Wewalka och Wang 1998. Microdytes franzi ingår i släktet Microdytes och familjen dykare. Inga underarter finns listade i Catalogue of Life.